# August Behrendsen

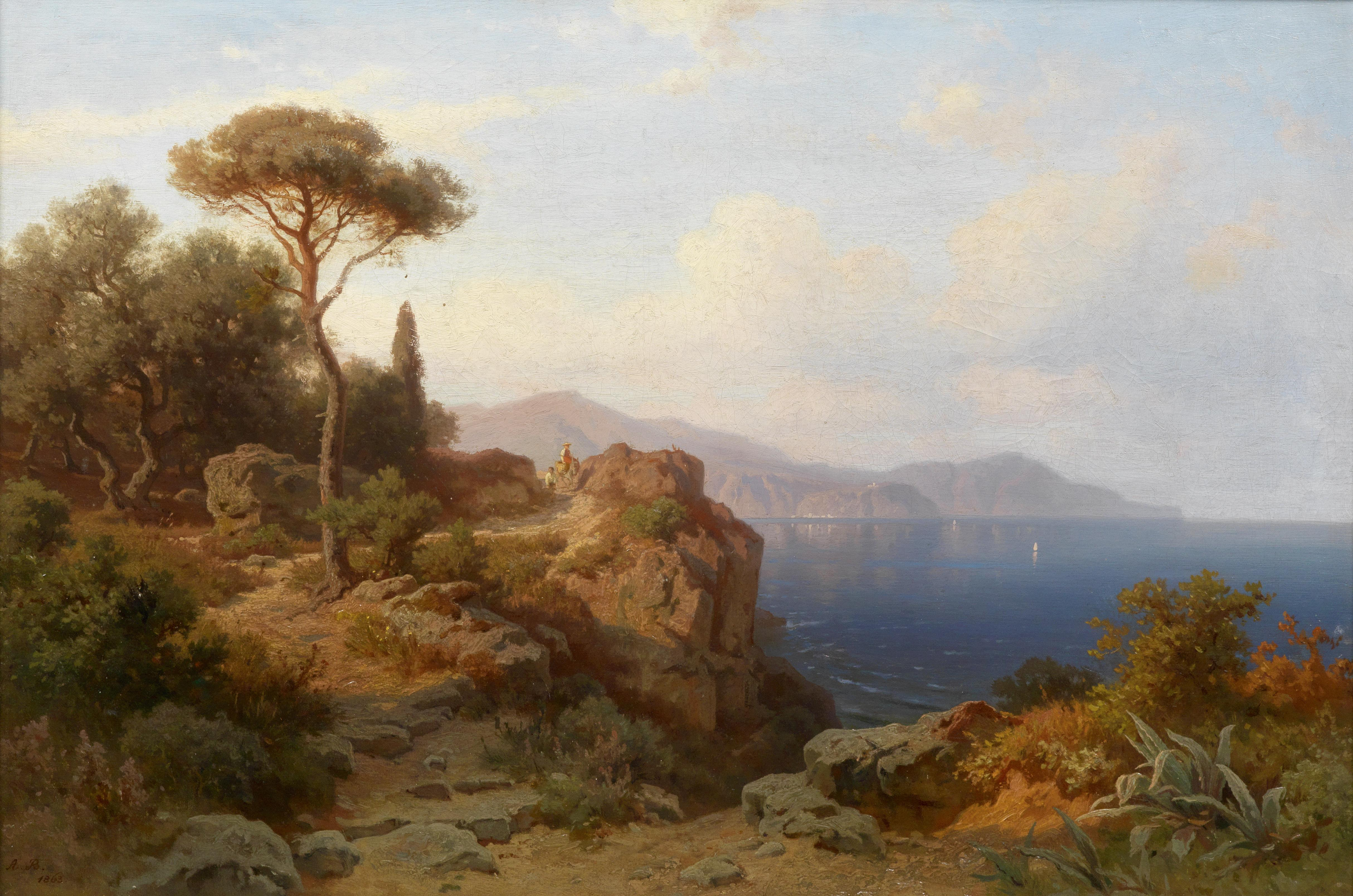
August Behrendsen: Küste bei Nizza, 1863

August Behrendsen (* 5. Juni 1819 in Magdeburg; † 3. April 1886 in Hildesheim) war ein deutscher Landschaftsmaler.

## Leben
Nach dem Besuch der Preußischen Akademie der Künste in Berlin, wo er bei Wilhelm Schirmer Landschaftsmalerei studiert hatte, wurde er 1845 an die Kunstakademie Königsberg berufen. Nach Alpenlandschaften malte er hier ostpreußische Motive. Einer seiner Schüler war Friedrich Emil Neumann. 1855 wurde er zum Professor ernannt. Von 1844 bis 1878 war er regelmäßig in Berliner Ausstellungen vertreten. Bekannt sind auch seine romantischen Ansichten ostpreußischer Schlösser, die 1856 entstanden, so u. a. Dönhoffstädt, Schloss Friedrichstein (Ostpreußen), Schlobitten und Schloss Steinort. Die Aquarelle gelangten in die Sammlung der Königin Elisabeth von Preußen und befinden sich heute im Bestand der Stiftung Preußische Schlösser und Gärten Berlin-Brandenburg in Potsdam.
1869 wurde er Auswärtiges Mitglied der Preußischen Akademie der Künste, Sektion für die Bildenden Künste. Wegen einer Lungenerkrankung musste er seine Königsberger Stellung im selben Jahr aufgeben. Kurz vor dem 18. November 1879 starb in Königsberg seine Frau, Elise Behrendsen geb. Dullo. Aus der Ehe mit ihr hatte er zwei Töchter:
- Hedwig Marie Elise Behrendsen (* 1852 in Königsberg, † 3. Juli 1883 in Wiesbaden),
- Gertrud Behrendsen (* 1855 in Königsberg, † nach 1889).

Er lebte später – teilweise zusammen mit seinen Töchtern – in Meran, Wiesbaden und Hildesheim.

## Ehrungen
- Große Goldene Medaille (1862)
- Gedächtnisausstellung in der Nationalgalerie Berlin (1887)